# Желание (фильм, 1946)
«Желание» (итал. Desiderio) — итальянский кинофильм, вышедший на экраны в 1946 году. Режиссёр Роберто Росселлини начал работу над лентой в 1943 году, однако из-за войны был вынужден остановить съёмки, а затем и вовсе забросил фильм, переключившись на другие проекты. Картина была закончена уже после окончания войны режиссёром Марчелло Пальеро.

## Сюжет
Молодая женщина Паола после переезда из родной деревни в Рим и короткого периода работы швеёй вынуждена зарабатывать на жизнь проституцией, обслуживая состоятельных людей. Такое существование опостылело ей. Это чувство особенно усиливается, когда она встречает доброго и обходительного цветочника Джованни. Опасаясь, что тот узнает род её занятий, и желая начать всё с чистого листа, Паола возвращается к родным, чтобы «очиститься» и дождаться приезда любимого. Однако семья встречает её прохладно, поскольку по деревне давно ходят слухи о её образе жизни. К тому же один из местных жителей начинает шантажировать девушку, добиваясь близости в обмен на обещание ничего не рассказывать Джованни...

## В ролях
- Элли Парво — Паола Превитали
- Росвита Шмидт — Анна Превитали Манчини, сестра Паолы
- Массимо Джиротти — Нандо Манчини, муж Анны
- Карло Нинки — Джованни Мирелли
- Франческо Гранжаке — Риккардо
- Лиа Корелли — Элена
- Джованна Скотто — Эльвира Превитали, мать Паолы и Анны
- Юччи Келлерман — Лиа
- Спартако Конверси